# Nhà máy cơ khí Ulyanovsk

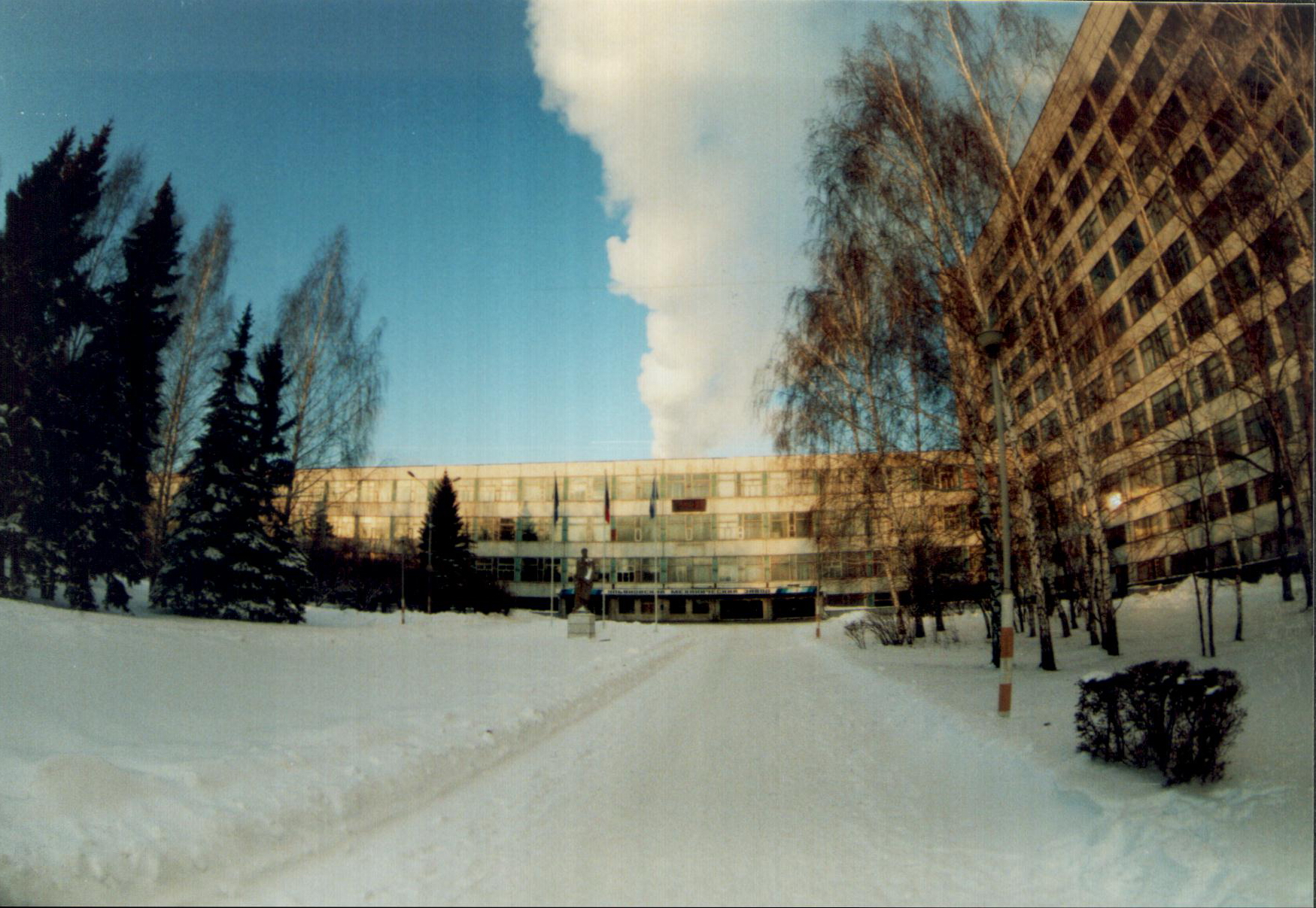
Lối vào nhà máy cơ khí Ulyanovsk

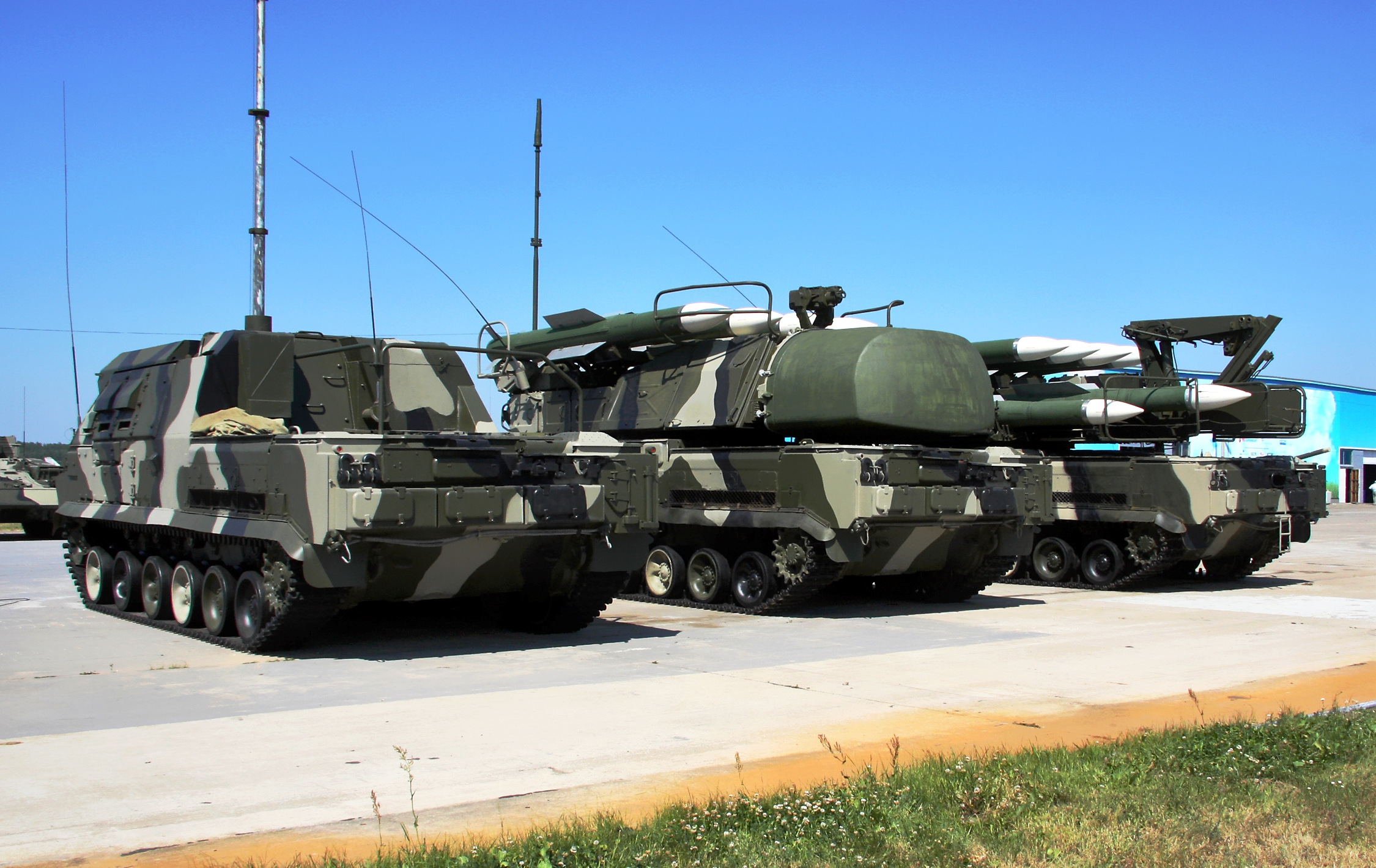
Tổ hợp tên lửa phòng không Buk

Công ty cổ phần cơ khí Ulyanovsk (UMP) (translit. Ulyanovsk Mekhanicheskiy Zavod, UMZ) là một công ty quân sự của Nga, hiện thuộc tập đoàn Almaz-Antey. Thành lập từ ngày 1 tháng 1 năm 1966 bởi quyết định của chính phủ Liên Xô. Nhà máy đặt tại thành phố Ulyanovsk, Nga bên cạnh nhà máy UAZ.

## Sản phẩm
- ZSU Shilka 1964-1982
- 2K12 Kub (có cả phiên bản xuất khẩu tên Kvadrat) 1968-1985
- 9K37 Buk từ năm 1980
- 9K22 Tunguska từ năm 1981
- Hệ thống điện tử cho tổ hợp Pantsir từ năm 1988
- Orion, Ohota từ năm 2000
- Các sản phẩm dân sự khác

## Link ngoài
- (bằng tiếng Nga) Official site of UMZ